# 丁文雄
丁文雄（發音：[ʔɗïŋ˧˧ van˧˧ hʊwŋ͡m˨˩]；1953年10月15日—）是曾經擔任越南社會主義共和國第十二屆國會代表、越南共產黨第十屆中央委員會委員和寧平省委書記，2011年受到党内警告处分，并由丁进勇接替他担任寧平省委書記。